# Harju (ås)
Harju är en ås i Finland. Den ligger i Jyväskylä i landskapet Mellersta Finland, i den södra delen av landet, 230 km norr om huvudstaden Helsingfors.